# 秋の詩
秋の詩（あきのうた）は、滋賀県農業試験場（現 滋賀県農業技術振興センター）が開発した日本のイネの品種名および銘柄名である。地方系統番号滋賀62号。

## 概要
1990年、「滋系54号（後の吟おうみ）」と「コシヒカリ（越南54号）」で人工交配を行い、後に育成された品種。
1998年に「秋晴れの空の下で成長した黄金色の穂がとても美しいこと」と「生産者の喜びの詩（うた）となるように」という思いが込められて名づけられた。
2001年10月12日に品種登録。
粒が大きく、粘りが強くて柔らかく、食べやすくてほのかな甘みが特徴。「コシヒカリ」と比べて収穫期が遅いため、作期分散も期待されている。
耐倒伏性はやや弱、穂発芽性はやや難、脱粒性は難である。葉いもち・穂いもち圃場抵抗性は弱である。
- 交配系譜

| 滋系54号 | 滋系54号 | 滋系54号 | 滋系54号 | 滋系54号 | 滋系54号 |  |  | コシヒカリ | コシヒカリ | コシヒカリ | コシヒカリ | コシヒカリ | コシヒカリ |  |  |  |  |
| 滋系54号 | 滋系54号 | 滋系54号 | 滋系54号 | 滋系54号 | 滋系54号 |  |  | コシヒカリ | コシヒカリ | コシヒカリ | コシヒカリ | コシヒカリ | コシヒカリ |  |  |  |  |
|          |          |          |          |          |          |  |  |            |            |            |            |            |            |  |  |  |  |
|          |          |          |          | 秋の詩   |          |  |  |            |            |            |            |            |            |  |  |  |  |